# Helga Hallén
Anna Helga Kristina Hallén, född Nilsson 5 juni 1911 i Östra Ljungby, Kristianstads län, död 9 februari 1998 i Spanien, var en svensk skådespelare.
Hallén debuterade 1938 i Theodor Berthels Svensson ordnar allt! och kom att medverka i knappt 25 filmer fram till och med 1944. Hon gifte sig senare med en norrman och flyttade till Norge. 1982 utvandrade hon till Spanien där hon avled 1998.

## Filmografi
- 1938 – Svensson ordnar allt!
- 1938 – Herr Husassistenten
- 1938 – Du gamla du fria
- 1938 – Blixt och dunder
- 1939 – På svenska vingar
- 1939 – Kalle på Spången
- 1939 – Adolf i eld och lågor
- 1939 – Frun tillhanda
- 1940 – Stål
- 1940 – Hennes melodi
- 1940 – Blyge Anton
- 1940 – En, men ett lejon!
- 1940 – Karl för sin hatt
- 1940 – Snurriga familjen
- 1940 – Stora famnen
- 1941 – Så tuktas en äkta man
- 1941 – Lärarinna på vift
- 1941 – Det sägs på stan
- 1942 – Tre skojiga skojare
- 1942 – Halta Lottas krog
- 1942 – Farliga vägar
- 1943 – Professor Poppes prilliga prillerier
- 1943 – Anna Lans
- 1944 – Narkos

## Teater

### Roller (ej komplett)
| År   | Roll | Produktion                       | Regi               | Teater         |
| ---- | ---- | -------------------------------- | ------------------ | -------------- |
| 1937 |      | Hans första premiär Svend Rindom | Harry Roeck-Hansen | Blancheteatern |